# Richard Wellmann
 Richard Ludwig Wellmann (Schönfeld, 29. lipnja 1859. – Hannover, 12. lipnja 1934.) je bio njemački general i vojni zapovjednik. Tijekom Prvog svjetskog rata zapovijedao je 31. i 37. pješačkom brigadom, 18. pričuvnom i 20. pješačkom divizijom, te VII., XIV i I. pričuvnim korpusom na Zapadnom i Istočnom bojištu.

## Vojna karijera
Richard Wellmann rođen je 29. lipnja 1859. u Schönfeldu. U prusku vojsku stupio je u travnju 1877. služeći u 12. grenadirskoj pukovniji "Princ Karlo Pruski" smještenoj u Frankfurtu na Odri. Od listopada 1884. pohađa Prusku ratnu akademiju koju završava u srpnju 1887. nakon čega se vraća na službu u 12. grenadirsku pukovniju. U travnju 1888. promaknut je čin poručnika, te raspoređen na službu u 29. pješačku pukovniju "van Horn" sa sjedištem u Trieru. U navedenoj pukovniji od listopada 1889. obnaša dužnost pobočnika, i to do prosinca 1891., od kada istu dužnost obnaša u 32. pješačkoj brigadi smještenoj u Saarbrückenu. U lipnju 1893. unaprijeđen je u čin satnika, nakon čega se od lipnja 1895. ponovno nalazi na službi u 29. pješačkoj pukovniji "van Horn". U ožujku 1899. imenovan je pobočnikom u 39 pješačkoj pukovniji u Colmaru, tijekom koje službe je u lipnju 1900. promaknut u čin bojnika.
U ožujku 1902. imenovan je zapovjednikom bojne u 137. donjoalzaškoj pješačkoj pukovniji gdje služi iduće četiri godine, do listopada 1906., kada je premješten na službu u stožer 78. pješačke pukovnije "Friedrich Wilhelm von Braunschweig" u Osnabrück. Istodobno s tim imenovanjem promaknut je u čin potpukovnika. U prosincu 1909. unaprijeđen je u čin pukovnika, da bi u travnju iduće 1910. godine postao zapovjednikom 73. streljačke pukovnije "Feldmaršal princ Albrecht Pruski" smještene u Hannoveru. U veljači 1913. imenovan je zapovjednikom 31. pješačke brigade sa sjedištem u Trieru, te je idućeg mjeseca primio promaknuće u čin general bojnika. Na mjestu zapovjednika 31. pješačke brigade dočekuje i početak Prvog svjetskog rata.

## Prvi svjetski rat
Na početku Prvog svjetskog rata 31. pješačka brigada kojom je zapovijedao Wellmann ušla je u sastav 4. armije kojom je na Zapadnom bojištu zapovijedao vojvoda Albrecht. U sastavu 4. armije Wellmann sudjeluje u Prvoj bitci na Marni, te nakon toga u borbama u Champagni. U listopadu Wellman preuzima zapovjedništvo nad 37. pješačkom brigadom koja se nalazila u sastavu 2. armije, te držala položaje oko Reimsa.
U veljači 1915. postaje zapovjednikom 18. pričuvne divizije zamijenivši na tom mjestu Lea Sontaga. Navedena divizija nalazila se na području Lassignya, da bi u listopadu 1915. bila premještana u Artois gdje sudjeluje u nekoliko lokalnih napada. Iduće godine u lipnju Wellmann je s 18. pričuvnom divizijom premješten na Sommu gdje u sastavu 1. armije sudjeluje u Bitci na Sommi. U listopadu premješten je na Istočno bojište gdje od Arthura von Lüttwitza preuzima zapovjedništvo nad 20. pješačkom divizijom. Ubrzo nakon preuzimanja zapovjedništva 20. pješačka divizija je premještena na Zapadno bojište u sastav 7. armije. U siječnju 1917. Wellmann je promaknut u čin general poručnika, da bi početkom srpnja 1917. s 20. pješakom divizijom ponovno bio premješten na Istočno bojište najprije u Galiciju, te potom u Kurlandiju gdje sudjeluje u Bitci kod Rige. Krajem rujna divizija je premještena na Zapadno bojište gdje sudjeluje u Trećoj bitci kod Ypresa.
Tijekom Bitke kod Cambraia Wellmann 13. prosinca 1917. preuzima zapovjedništvo nad VII. pričuvnim korpusom kojim je do tada zapovijedao Otto von Garnier. Ubrzo nakon preuzimanja zapovjedništva odlikovan je ordenom Pour le Mérite. Sredinom lipnja postaje zapovjednikom XIV. pričuvnog korpusa zamijenivši na to mjestu Arthura von Lindeqista. Međutim, navedenim korpusom nije dugo zapovijedao jer je 24. kolovoza 1918. imenovan zapovjednikom I. pričuvnog korpusa kojim je zapovijedao sve do kraja rata.

## Poslije rata
Nakon završetka rata I. pričuvni korpus je ušao u sastav Granične straže Zapad, te je držao položaje na rijeci Lahn. Nakon toga Wellmann zapovijeda Glavnim zapovjedništvom 52 koje je bilo u sastavu Granične straže Istok. U travnju 1919. premješten je u pričuvu, da bi u lipnju bio stavljen na raspolaganje. Preminuo je 12. lipnja 1934. godine u 84. godini života u Hannoveru. Od siječnja 1890. bio je oženjen s Elisabeth Kette s kojom je imao tri sina.

## Vanjske poveznice
(eng.) Richard Wellmann na stranici Prussianmachine.com

(njem.) Richard Wellmann na stranici Deutschland14-18.de  Arhivirana inačica izvorne stranice od 20. lipnja 2016. (Wayback Machine)